# Cristina Bugatty
Cristina Bugatty (Venezia, 12 giugno 1976) è un personaggio televisivo e attrice italiana.
È conosciuta in particolare per la sua partecipazione nel cast della trasmissione televisiva Lilit - In un mondo migliore e alla quinta edizione del programma Pechino Express, in coppia con Diego Passoni, in cui si sono classificati secondi.

## Biografia
Di professione attrice. È entrata nel mondo dello spettacolo nel 2000, prendendo parte alla compagnia giovani del Teatro della Tosse di Genova dove ha recitato in Fedra di Racine con la regia di M. Campanati, Un'eroica giornata di fine era di Umberto Albini con la regia di Sergio Maifredi, Una notte all'opera di Tonino Conte con la regia di Tonino Conte, Atene l'udienza è aperta di Edoardo Sanguineti con la regia di Enrico Campanati, nel contempo ha formato il gruppo pop dance Starsmusic con il quale ha realizzato il brano Give Me Your Smile prodotto dalla casa discografica Time Records.
Nel 2001 ha esordito in televisione con Piero Chiambretti, inizialmente intervistata, ha poi partecipato come opinionista al programma Chiambretti c'è in onda su Rai 2, contemporaneamente ha continuato a recitare in teatro con il personaggio di Lucy, nell'Opera da tre soldi di Bertolt Brecht, con la regia di Francesco Micheli al Teatro Dal Verme di Milano.
Nel 2003 viene, inizialmente, invitata da Vittorio Sgarbi a co-condurre il Dopofestival in occasione del Festival di Sanremo, tuttavia il direttore artistico Pippo Baudo la rifiuta in quanto donna transgender.
Successivamente prende parte, proprio con Sgarbi, alla trasmissione Sgarbi e Commenti, in onda su LA7. Lo stesso anno, è stata ospite ai programmi La grande notte del Lunedì sera condotta da Simona Ventura in onda su Rai 2, Il Processo del Lunedì condotto da Aldo Biscardi in onda su LA7 e Maurizio Costanzo Show, talk show presentato da Maurizio Costanzo, in onda su Canale 5.
Fra le altre partecipazioni televisive si ricorda quella, nell'inverno del 2004, al programma Pronto Chiambretti presentato da Piero Chiambretti in onda su LA7. Nel 2005 è nuovamente Lucy nella ripresa dello spettacolo L'opera da tre soldi con la regia di Francesco Micheli, al Teatro Dal Verme di Milano.

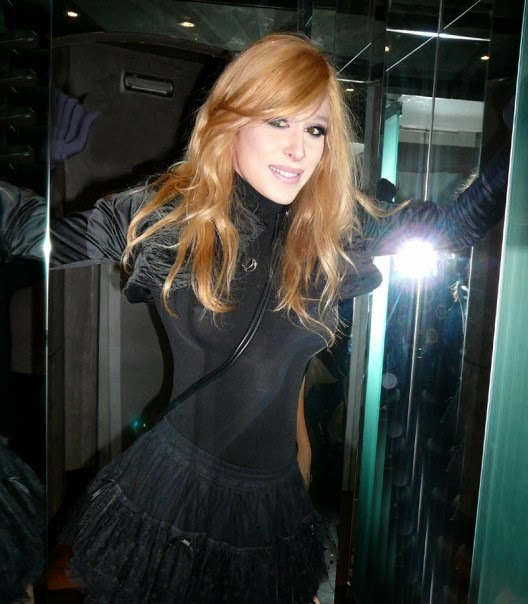
Cristina Bugatty

Dal 2006 realizza video interviste podcast nel mondo della cucina italiana ed è  Violetta nello spettacolo Shakespeare Game con la regia di M. Bianchi al Teatro Sociale di Como.
Nel 2007 partecipa al programma di Piero Chiambretti Markette - Tutto fa brodo in TV e con Costantino della Gherardesca dà vita al personaggio satirico della Transvelina, in onda su LA7. 
Sempre lo stesso anno è  La Regina della notte nello spettacolo Il flauto magico di Daniele Abbado con la regia di Francesco Micheli, al Teatro Municipale Valli di Reggio Emilia.
Nel 2008 interpreta Maria nello spettacolo Gesualdo Considered as a Murderer di Luca Francesconi regia di Francesco Micheli, al Teatro Franco Parenti di Milano.
Interpreta nel 2010 il personaggio di Gianna nella quarta edizione della fiction I Cesaroni.
Da ottobre 2011 con la rubrica di economia domestica entra a far parte della trasmissione Lilit - In un mondo migliore in onda su Rai 3, programma che prosegue anche nel 2012. Lo stesso anno partecipa al video della cover Il pretesto, cantata da Peppi Nocera ed esordisce a teatro con il personaggio della Presentatrice Veneto-Bulgara nello spettacolo Transviata con la regia di Francesco Micheli, al Teatro Sociale di Como. 
Nel dicembre del 2013 apre su YouTube un canale di intrattenimento e interviste intitolato TeleBugatty.
Nel 2016 partecipa come concorrente assieme a Diego Passoni, con cui forma la coppia de "I Contribuenti", alla quinta edizione del reality show Pechino Express, in onda da settembre a novembre su Rai 2, arrivando in finale e classificandosi al secondo posto. Nel gennaio del 2018 prende parte come cantante alla canzone You Be, singolo dei Club Domani, dj resident del Plastic di Milano, e Jerry Bouthier; è protagonista anche del videoclip della canzone, pubblicato il 10 febbraio. Nel 2019 recita ne La dea fortuna di Ferzan Özpetek, suo primo ruolo sul grande schermo, e partecipa al video musicale della canzone di Myss Keta Le ragazze di Porta Venezia - The Manifesto.

## Filmografia

### Cinema
- De Djess, regia di Alice Rohrwacher – cortometraggio (2015)
- La dea fortuna, regia di Ferzan Özpetek (2019)
- The Tape, regia di Eric Veneziano e Gabriele Bortolato (2022)
- Blu come i tuoi occhi, regia di Eric Veneziano – cortometraggio (2023)

### Televisione
- I Cesaroni – serie TV, episodio 4x08 (2010)

### Videoclip
- Il pretesto di Peppi Nocera (2012)
- You Be (2018)
- Le ragazze di Porta Venezia - The Manifesto di Myss Keta (2019)

## Programmi televisivi
- Chiambretti c'è (Rai 2, 2001-2002) opinionista
- Sgarbi e commenti (LA7, 2003)
- Pronto Chiambretti (La7, 2004)
- Markette - Tutto fa brodo in TV (La7, 2007)
- Lilit - In un mondo migliore (Rai 3, 2011-2012)
- Pechino Express - Le civiltà perdute (Rai 2, 2016) concorrente

### Web
- TeleBugatty (YouTube, 2013-2017)
- Citofonare Passoni (2016-2024)
- Citofonare Gaetano (2020-2021)

## Teatro
- Fedra di Racine (Teatro della Tosse, 2000)
- Un'eroica giornata di fine era (Teatro della Tosse, 2000)
- Una notte all'opera (Teatro della Tosse, 2001)
- Atene l'udienza è aperta (Teatro della Tosse, 2002)
- L'opera da tre soldi (Teatro dal Verme, 2002, 2004)
- Shakespeare Game (Teatro Sociale di Como, 2006)
- Il flauto magico (Teatro Valli, 2007)
- Gesualdo considered as a Murderer (Teatro Franco Parenti di Milano, 2008)
- Transviata (Teatro Ringhera, 2011)
- Transviata (Teatro Sociale di Como, 2012)
- Belvedere - Due donne per aria, di Anna Mazzamauro, regia di Luca Ferri (2019)
- La fille du régiment, di Jean-François Bayard e Jules-Henri Vernoy de Saint-Georges, regia di Luis Ernesto Doñas (2021)

## Discografia

### Singoli
- 2003 - Give Me Your Smile (come Starsmusic)
- 2018 - You Be (Club Domani & Jerry Bouhier feat. Cristina Bugatty)